# Gérard Zoust
Gérard Zoust (nommé aussi Soest, parfois Sowst), né en Westphalie vers 1637 et mort en 1681, est un peintre anglais d'origine allemande. 

## Biographie
Peu de temps avant la restauration de Charles II, il part en Angleterre, où il disait pouvoir gagner davantage que dans son pays natal. Il se consacre au portrait, et acquiert bientôt une grande réputation: « Son dessin est correct et hardi, son coloris brillant, mais il est loin d'égaler Lely sous le rapport de la grâce à donner aux portraits de femmes». Il est influencé par la peinture hollandaise de Terbugh et Vandyck.
Horace Walpole en parle dans les termes les plus flatteurs (« an admirable master »). On lui reproche néanmoins « son humour trop vulgaire pour le sexe faible » (« his humour too rough for the softer sex »). Zoust avait un « caractère vaniteux, et s'irritait de voir que d'autres peintres lui étaient préférés. Fort négligé, et d'un caractère morose, on dit de lui qu'il ouvrait lui-même sa porte aux personnes qui venaient le voir, et lorsqu'elles lui déplaisaient, circonstance qui n'était pas rare, se faisant passer pour un domestique, il disait que son maître était sorti.»
Parmi ses productions, on cite le portrait de l'artiste peint par lui-même (conservé à Houghton), un portrait de John Norris (acheté  et largement copié par Jervase, selon Walpole), un portrait de Griffiere en manteau de satin pourpre, un portrait du Docteur John Wallis (conservé à la Société royale); un portrait en pied de Lord Sheldon; un portrait de l'évêque de Lincoln, Fuller conservé à Oxford; un double portrait du comte et de la comtesse de Bridgwater, John et Grace, conservé à Wimpole; un portrait du graveur Loggan, celui de Francis Throckmorton, et la tête d'un gentilhomme dont la tête est couverte d'une perruque noire, œuvre qui ne fut payée à l'artiste que trois livres sterling comme inscrit sur le cadre et qui est signée « Gerard Soest pinxit ».  
Il eut comme élève Jean Riley (1646-1691) et William Reader. 
Marié, Zoust a habité à Londres Cursitor's Alley, puis Holborn Row. Il est mort en février 1681. 

## Source
« Gérard Zoust », dans Louis-Gabriel Michaud, Biographie universelle ancienne et moderne : histoire par ordre alphabétique de la vie publique et privée de tous les hommes avec la collaboration de plus de 300 savants et littérateurs français ou étrangers, 2e édition, 1843-1865 [détail de l’édition]
1. 1 2 3 4  Biographie universelle ancienne et moderne : histoire par ordre alphabétique de la vie publique et privée de tous les hommes.... 45. Wobeser-Zyrlin / publ. sous la dir. de M. Michaud ; ouvrage réd. par une société de gens de lettres et de savants, Mme C. Desplaces, 28 mars 2017 (lire en ligne)
2. 1 2 3 4 5 6 7 8 9 10  « Anecdotes of painting in England, with some account of the principal artists, and notes on other ... », sur archive.org (consulté le 28 mars 2017)
3. ↑  Pierre (1817-1875) Larousse, Grand dictionnaire universel du XIXe siècle : français, historique, géographique, mythologique, bibliographique.... T. 13 POUR-R / par M. Pierre Larousse, Administration du grand Dictionnaire universel (lire en ligne)